# Loreto-di-Casinca
Loreto-di-Casinca is een gemeente in het Franse departement Haute-Corse (regio Corsica) en telt 234 inwoners (1999). De plaats maakt deel uit van het arrondissement Corte.

## Geografie
De oppervlakte van Loreto-di-Casinca bedraagt 8,0 km², de bevolkingsdichtheid is 29,3 inwoners per km².

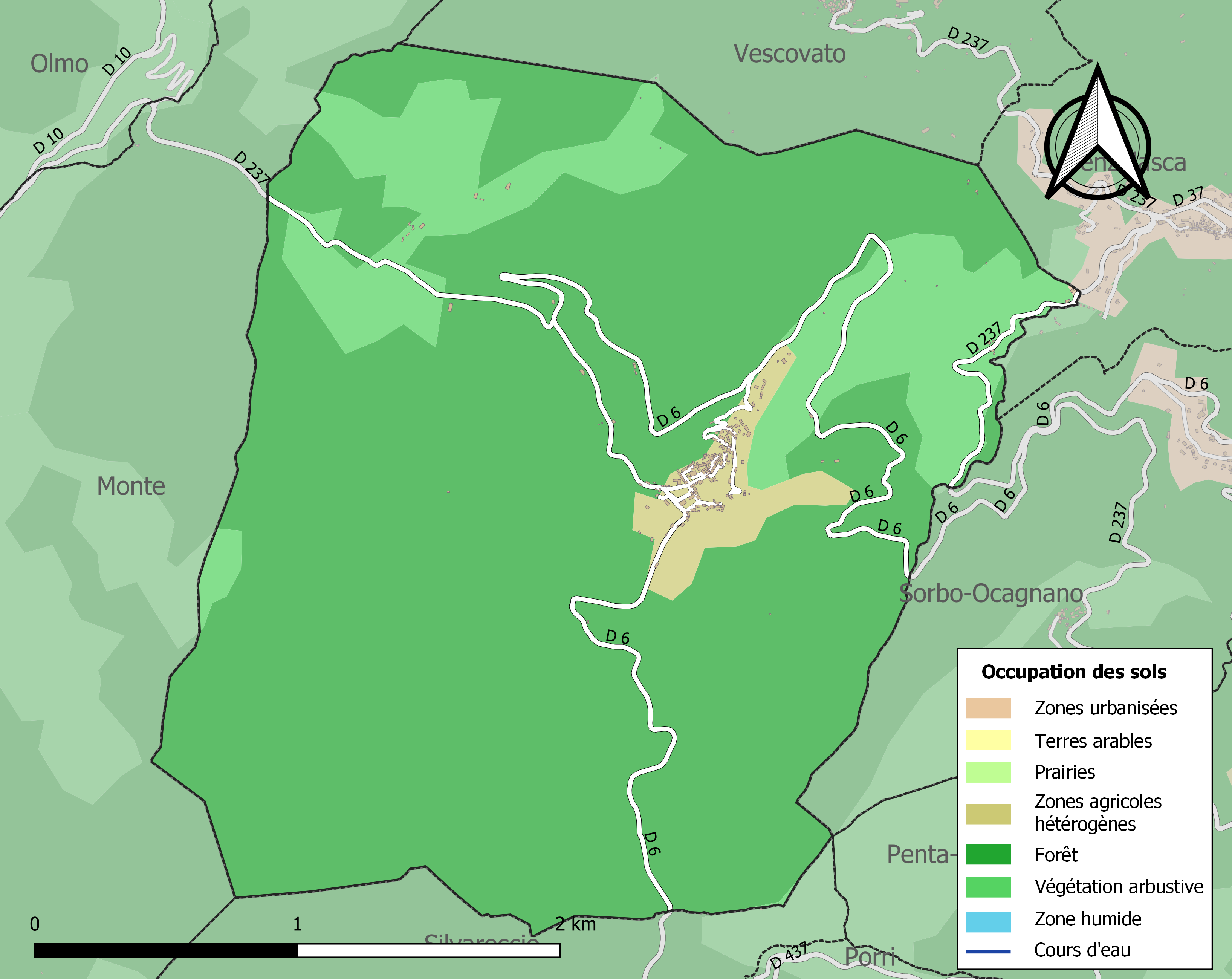
Kaart van de gemeente met de belangrijkste infrastructuur, bodemgebruik en omliggende gemeenten

## Demografie
Onderstaande figuur toont het verloop van het inwonertal (bron: INSEE-tellingen).

Vanwege een beveiligingsprobleem met de MediaWiki Graph-software is het momenteel niet mogelijk deze grafiek weer te geven. Zodra de software is bijgewerkt zal de grafiek vanzelf weer zichtbaar worden.